# Codex over het welzijn op het werk
De Codex over het welzijn op het werk is een onderdeel van de sociale reglementering in België. Het regelt de betrekkingen tussen de werkgevers en de werknemers.
Deze verzameling wetgeving werd afgekondigd op 28 april 2017 na een lange herstructurering van de vroegere reglementering, bekend onder de naam ARAB (Algemeen Reglement voor de Arbeidsbescherming).
Het ARAB bundelde ook al verschillende reglementeringen, hoofdzakelijk in uitvoering van de Veiligheidswet van 1952 en de Machinewet van 1961. In 1996 werd de veiligheidswet vervangen door de Welzijnswet.

## Geschiedenis
De historische basis van het ARAB wordt gevormd door twee vrij oude reglementaire bepalingen: 
- het Keizerlijk Decreet van 15 oktober 1810 betreffende de inrichtingen die een ongezonde of hinderlijke geur verspreiden dat gericht was op de bescherming van de omgeving tegen de nadelige gevolgen van bepaalde bedrijvigheden. Dit decreet ligt aan de basis van de huidige reglementering op de gevaarlijke, ongezonde en hinderlijke inrichtingen.
- de wet van 1899 die veiligheids- en gezondheidsmaatregelen verplichtte in alle nijverheidstakken en handelsondernemingen. Deze wet werd in 1952 vervangen door de Veiligheidswet.

De toenmalige minister van Arbeid en Sociale Voorzorg nam in 1946 het initiatief om de verschillende wetten en koninklijke besluiten in verband met arbeidsveiligheid, arbeidshygiëne en omgevingsbescherming in een code te bundelen: het Algemeen Reglement voor de Arbeidsbescherming. In 1947 werd de eerste bundel goedgekeurd.
De bepalingen van het ARAB werden regelmatig gewijzigd en aangevuld. Sinds het ontstaan zijn er circa 250 wijzigingen geweest.
In 1981 ontstond het Algemeen Reglement op de Elektrische Installaties (AREI) uit het ARAB.

## Omvorming van ARAB naar Codex
In het begin van de jaren 90 werd vastgesteld dat het ARAB maar ook de Veiligheidswet aan een grondige herziening toe waren omwille van:
- de Europese reglementering inzake veiligheid en gezondheid op het werk die een vlotte integratie vereisen;
- de snelle technologische evolutie;
- de Belgische staatshervorming;
- de verouderde structuur van het ARAB.

In 1993 werd gestart met de omvorming van het ARAB naar de Codex over het welzijn op het werk. Dit gebeurde in drie fasen:
- Start: het vaststellen van de structuur van de Codex;
- Omvorming: het uitvaardigen van een reeks afzonderlijke besluiten die passen in deze nieuwe structuur. Tegelijk worden de overeenkomstige bepalingen uit het ARAB opgeheven. Deze besluiten zijn volgens een vast stramien opgemaakt:
  - de omzetting van Europese richtlijnen inzake veiligheid en gezondheid;
  - deze worden aangevuld met de bepalingen uit het ARAB die strenger zijn dan de Europese richtlijn.
- Definitieve omzetting: de coördinatie van de verschillende uitgevaardigde besluiten en omvorming tot een werkelijke Codex. Dit is gebeurd door de uitvaardiging van een enkel besluit.

## Structuur van het vroegere ARAB
- Titel I: Regime van de als gevaarlijk, ongezond of hinderlijk ingedeelde inrichtingen (met uitsluiting van de mijnen, ondergrondse graverijen en groeven, alsmede de fabrieken en de opslagplaatsen van springstoffen)
- Titel II: Algemene bepalingen betreffende de arbeidshygiëne, alsmede de veiligheid en de gezondheid van de arbeiders
- Titel III: Bijzondere bepalingen, toepasselijk in zekere nijverheidstakken
- Titel IV: Speciaal regime voor de stoomtoestellen en stoommachines
- Titel V: Eindbepalingen